# Carlo Restallino

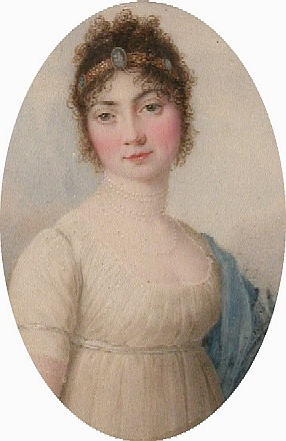
Erbprinzessin Therese von Thurn und Taxis

Carlo Restallino (* 1776 in Zornasco, Malesco; † 1864 in München) war ein in München tätiger italienischer Miniaturmaler und Radierer.

## Wirken
Restallino studierte Radierkunst in München bei Johann Jakob Dorner dem Älteren und Matthias Klotz. Nach dem Studium besuchte er Dresden und Berlin sowie Italien.
1808 wurde er zum Hofmaler am Münchner Hofe des Königreiches Bayern und 1820 zum Lehrer der Familie von König Maximilian I. Joseph ernannt. Er beschäftigte sich mit der Miniaturmalerei und mit Radierungen. 
Seine Werke wurden postum in den 1880er-Jahren auf den Kunstausstellungen im Münchner Glaspalast gezeigt.